# Fontaines-d’Ozillac
Fontaines-d’Ozillac ist eine französische Gemeinde mit 511 Einwohnern (Stand: 1. Januar 2022) im Département Charente-Maritime in der Region Nouvelle-Aquitaine (vor 2016 Poitou-Charentes); sie gehört zum Arrondissement Jonzac und zum Kanton Jonzac. Die Einwohner werden Fontainois genannt.

## Geographie
Fontaines-d’Ozillac liegt etwa 74 Kilometer nordnordöstlich von Bordeaux. Umgeben wird Fontaines-d’Ozillac von den Nachbargemeinden Ozillac im Norden und Nordwesten, Saint-Médard im Nordosten, Léoville im Osten, Chaunac im Südosten, Tugéras-Saint-Maurice im Süden sowie Villexavier im Westen.

## Bevölkerungsentwicklung
| Jahr                      | 1962 | 1968 | 1975 | 1982 | 1990 | 1999 | 2006 | 2013 | 2019 |
| Einwohner                 | 437  | 442  | 378  | 329  | 370  | 394  | 460  | 529  | 514  |
| Quelle: Cassini und INSEE |      |      |      |      |      |      |      |      |      |

## Sehenswürdigkeiten

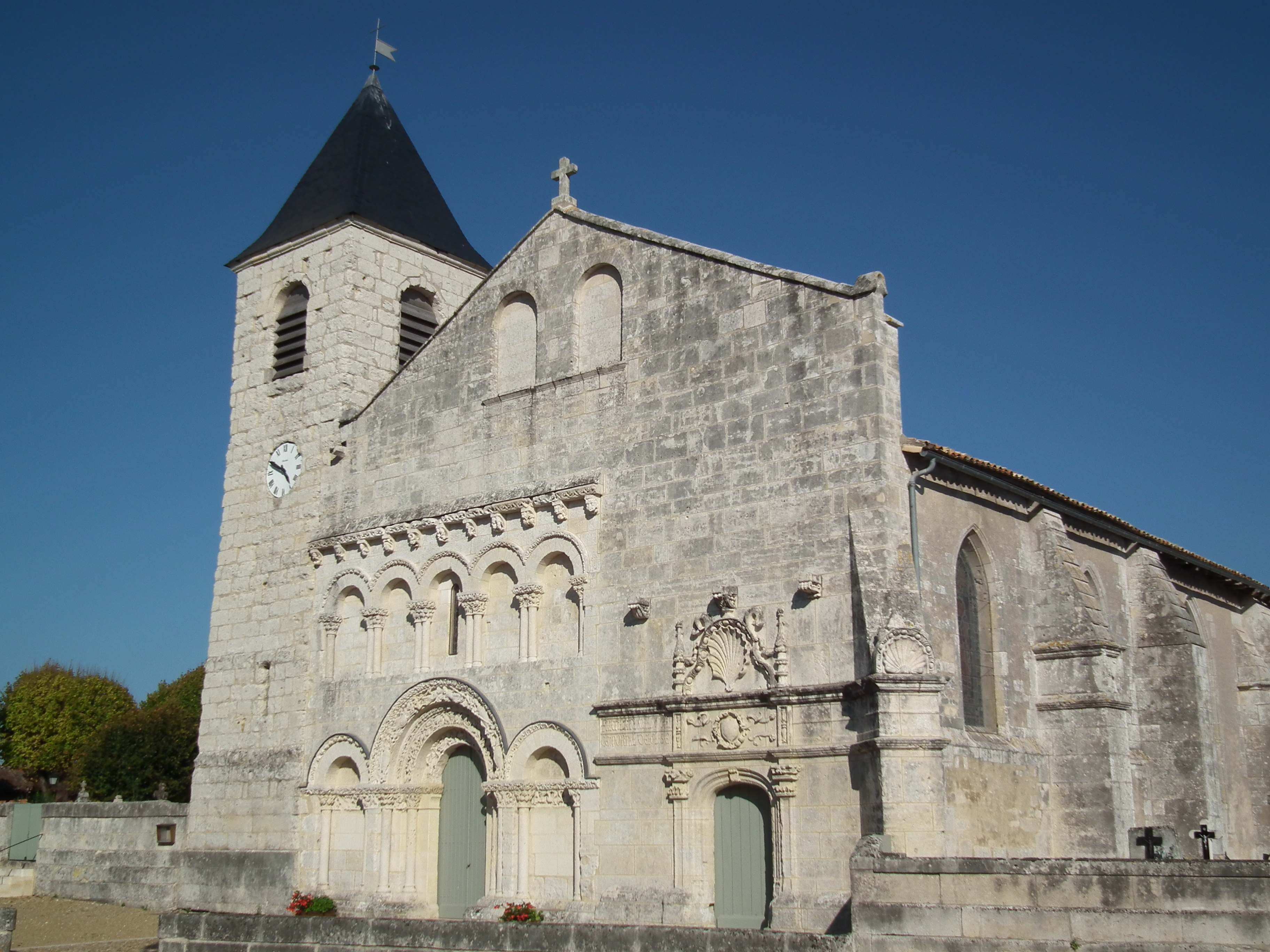
Kirche Saint-Martin

- Kirche Saint-Martin aus dem 12. Jahrhundert, Monument historique seit 2002 (siehe auch: Liste der Monuments historiques in Fontaines-d’Ozillac)